# Resident Evil: Revelations
Resident Evil: Revelations (с англ. — «Обитель зла: Откровения», в Японии известна как Biohazard Revelations) — видеоигра в жанре survival horror, являющаяся частью серии Resident Evil.
Разработана и издана японской компанией Capcom для портативной консоли Nintendo 3DS. Игра появилась на прилавках в январе 2012 года. В мае 2013 года вышла версия игры с улучшенной графикой на платформах Xbox 360, PlayStation 3, Wii U и PC. В ноябре 2017 года эта версия была портирована на Nintendo Switch.
Вторая часть игры Resident Evil: Revelations 2, разделённая на 4 эпизода, вышла в начале 2015 года. Однако, она не имеет почти ничего общего с первой частью кроме названия и маленьких отсылок.

## Игровой процесс
Игра возвращается к элементам survival horror, которые были в серии раньше: ограниченный боезапас, больший акцент на исследования и решение головоломок. Как и в Resident Evil 4 и Resident Evil 5, камера «закреплена» за плечом у персонажа. Игрок может управлять передвижением персонажа во время прицеливания, а также переключаться между режимами от первого и третьего лица. Одним из нововведений станет сканер, способный обнаруживать предметы, скрытые по всей игре. Помимо основного «сюжетного» режима, в игре также присутствует режим «Raid Mode», в котором игрокам предлагается пройти ряд дополнительных миссий.
Игрок исследует локацию и несколько временно недоступных зон. Для доступа к ним нужно искать ключи, карточки доступа, взламывать электрощиты, решать головоломки. Монстры не просто бродят по локации: они могут вылезать из вентиляционных труб, из темноты, нападать неожиданно и часто группами по три и более особей. Как и раньше, их можно замедлить, стреляя в конкретные части тела, но самое уязвимое их место — голова. Из существ больше не «выпадают» патроны и прочие бонусы. Патроны, аптечки и дополнительные бонусы нужно искать либо самому, либо используя сканер «Genesis», который также подходит для сканирования останков врагов и получения дополнительных аптечек. Боезапас игрока ограничен, а его расширение достигается поиском сумок для патронов. Также появились небольшие чемоданчики для апгрейда оружия. Добавлена возможность уклоняться от вражеских атак. Враги в игре более выносливы: их нельзя «оглушить» выстрелом в глаз или колено, но можно слегка замедлить. В процессе игры игрок «меняет» персонажа, что также отражается на игровом процессе, поскольку у каждого персонажа свои предпочтения к конкретному оружию.

## Сюжет
События игры происходят между четвёртой и пятой частями. Главными героями игры становятся Крис Редфилд и Джилл Валентайн.
Сюжет начинается с предыстории, описывающей события 2004 года. Плавучий город будущего, Серая Земля (англ. Terragrigia), оснащённый по последнему слову техники, подвергается атаке биотеррористической организации, известной как «Вельтро». После тщетных попыток отстоять город, Федеральная Комиссия по Биотерроризму (англ. The Federal Bioterrorism Commission) уничтожила город с помощью орбитального оружия, а события тех дней остались известны как «Паника Серой Земли».
Прошёл год. Агенты Альянса по оценке безопасности в области биотерроризма (англ. The Bioterrorism Security Assessment Alliance) Джилл Валентайн и Паркера Лучиани, а также директор Клайв О’Брайан, отправляются в Европу, где неподалёку от развалин Серой Земли были обнаружены следы биологической угрозы. По мере поиска следов О’Брайан узнаёт, что связь с другими агентами, Крисом Рэдфилдом и Джессикой Шерават, была потеряна.
Джилл и Паркер направляются на место, где был замечен последний сигнал от Криса. Место прибытия — лайнер «Королева Зенобия». На борту агенты натыкаются на мутантов, известных как «Текучий» (англ. Ooze), в которых превратились все люди на лайнере. Виной тому был новый вирус «T-Abyss». На борту они не нашли следов Криса и Джессики, однако там их ждала ловушка, которую для них устроили люди из организации «Вельтро».
Тем временем, Крис и Джессика в заснеженных горах находят старый аэропорт, который является базой террористов «Вельтро». Однако их прерывает О’Брайан, который сообщает, что связь с Джилл и Паркером была потеряна. Крис просит, чтобы для дальнейших расследований им отправили замену. В горы высылают Кита «Дробилку» Ламли и Квинта «Придурка» Кэтчама. В этот момент, Джилл и Паркер приходят в себя после атаки террористов. После воссоединения они подвергаются атаке Рэймонда Вестера, агента ФКБ, ранее работавшего с Паркером. В это время Кит и Квинт находят видеозапись, на которой нечто убивает оперативников «Вельтро». Как оказалось позже, это новая форма Охотников, заражённых вирусом и получившим способность становиться невидимыми. Крис и Джессика уже высадились на лайнер, однако следов Джилл и Паркера там не нашли. Позже они узнали, что это — лайнер-близнец, «Королева Семирамида». Джилл и Паркер в это время пытаются выплыть из затопленных отсеков Зенобии, наладить вышку и узнать у О’Брайана, что же всё-таки происходит. Однако их ожидают плохие новости: спутник, уничтоживший плавучий город, намерен потопить лайнер. К счастью, Квинт успевает предупредить Джилл и Паркера о системе «UAV» (которые применялись при распространении вируса). Запустив его, им удаётся отклонить удар спутника. Тем временем Крис и Джессика добираются до нужного лайнера.
Вернувшись внутрь корабля, Джилл и Паркер обнаруживают оперативника «Вельтро». Но прежде чем им удаётся вступить в переговоры, появившаяся вместе с Крисом Джессика стреляет в него. Раненным оперативником оказывается Рэймонд Вестер. Он успевает сказать Паркеру что-то о том, что им нужно «узнать правду о Серой Земле». В это же время, Кит и Квинт всё же находят ценные данные о «Вельтро». Но как только они копируют данные, базу подвергают авиаудару. На лайнере команды разделяются. Крис воссоединяется с Джилл, и они вместе направляются в лабораторию в недрах лайнера. Там то они и узнают правду о делах Моргана Лэнсдейла: он имеет прямое отношение и к Серой Земле, и к «Вельтро», а его главная цель — продвижение ФКБ. После того, как был создан антивирус, Лэнсдейл уничтожил всю группу, натравив на них мутантов, тем самым предав и «Вельтро». Теперь он избавляется от улик. Он уничтожает лайнер «Королева Семирамида» с помощью спутника, в то время как «Зенобия» должна пойти на дно благодаря системе самоуничтожения. Герои успевают применить антидот, чтобы обезвредить вирус и не дать ему попасть в мировые воды. Тем временем Паркер и Джессика должны найти способ остановить затопление судна. В то время как Джессика работает над системой, Паркер наставляет на неё пистолет. Как оказалось, Джессика — двойной агент. В это время появляется Рэймонд, который был в бронежилете. Он уверяет, что Джессика намерена уничтожить судно и все улики на нём. Но Паркер не может поверить во всё это и опускает оружие. Джессика использует это и стреляет в Рэймонда, но его спасает Паркер. Джессика же запускает механизм самоуничтожения и убегает. Ещё в сознании, Паркер велит Вестеру бежать.
Корабль постепенно взрывается. Крис и Джилл находят Паркера и пытаются вытащить его. Однако Паркер жертвует собой, чтобы не задерживать группу. Джилл и Крис добираются до носа корабля, где на них нападает огромное существо, подвергнувшееся воздействию вируса. Они уничтожают мутанта и улетают. На корабле тем временем остаётся Паркер, однако ему помогает Рэймонд. Джилл и Крис узнают всю правду: их операция — это поиск улик против деяний Моргана Лэнсдейла. Единственные доказательства его вины покоятся на дне, вместе с третьим судном — «Королевой Дидоной». В этот момент в офис О’Брайана врываются оперативники ФКБ во главе с Морганом, который хочет «заложить» своего бывшего друга ложными сведениями. Крис и Джилл добираются до очередной Королевы. На ней они и находят главу «Вельтро» — Джека Нормана. Всё это время он был здесь, вводя себе вирус, чтобы выжить, каким-то образом сопротивляясь мутациям. У него есть сведения против Лэнсдейла, который предал его. В данный момент он вводит слишком большую дозу, что превращает его в нового Тирана. Героям удаётся убить его и забрать все данные. Полученная информация уходит в открытый доступ. На этих основаниях О’Брайан арестовывает Лэнсдейла.
Тем не менее, финал игры остаётся открытым. Паркер всё же выживает, а после восстановления он вновь вернётся в строй как агент АООБ. О’Брайан покидает пост директора Альянса. Кит и Квинт выживают, несмотря на авиаудар. Джессика уцелела, а также получает от Рэймонда образцы вируса. Тем временем, Джилл и Крис отправляются на новое задание, которое приводит их в особняк Спенсера.

## Отзывы и критика
| Сводный рейтинг       | Сводный рейтинг                                                                                               |
| Агрегатор             | Оценка |
| --------------------- | --- |
| GameRankings          | - 83,50 % (3DS) - 78,75 % (Wii U) - 74,70 % (X360) - 72,86 % (PS3) - 78,93 % (Switch) - 69,31 % (PS4)         |
| Metacritic            | 70/100 (PS4) 74/100 (PS3) 75/100 (X360) 78/100 (XONE) 77/100 (PC) 78/100 (Switch) 80/100 (Wii U) 82/100 (3DS) |
| Иноязычные издания    | |
| Издание               | Оценка |
| Edge                  | 6/10 |
| Eurogamer             | 8/10 |
| Famitsu               | 39/40 |
| G4                    | 3/5 |
| Game Informer         | 9/10 |
| GameRevolution        | [ 27 ] |
| GameSpot              | 8,5/10 |
| GameTrailers          | 9,0/10 |
| IGN                   | 8,5/10 |
| Русскоязычные издания | |
| Издание               | Оценка |
| Absolute Games        | 65 % |

Игра получила смешанные отзывы на платформах PlayStation 3 и PlayStation 4 и преимущественно положительные отзывы на других платформах. На сайте-агрегаторе Metacritic средняя оценка игры составляет 74 из 100 на основе 30 обзоров для платформы PS3, 70 из 100 на основе 32 обзоров для платформы PS4, 82 из 100 на основе 78 обзоров для платформы 3DS,
77 из 100 на основе 12 обзоров для платформы PC, 80 из 100 на основе 19 обзоров для платформы Wii U, 75 из 100 на основе 30 обзоров для платформы Xbox 360, 78 из 100 на основе 6 обзоров для платформы Xbox One, 78 из 100 на основе 19 обзоров для платформы Nintendo Switch.
Capcom сконструировала Revelations по принципу сериала — каждый эпизод длится около часа, разбит на несколько частей и обрывается обязательным клиффхэнгером. Вернувшись в игру на следующий день, игрок может просмотреть краткий пересказ «в предыдущих сериях». Такой подход помогает игроку не терять нить повествования, даже когда авторы чередуют активных героев и локации — за счёт чего игра становится разнообразнее.
Летом 2018 года, благодаря уязвимости в защите Steam Web API, стало известно, что точное количество пользователей сервиса Steam, которые играли в игру хотя бы один раз, составляет 503 330 человек.

## Resident Evil Portable
Resident Evil Portable — компьютерная игра, разрабатываемая Capcom для портативной консоли PlayStation Portable. По состоянию на 2012 год, игра не была выпущена, и никакие дальнейшие объявления не поступали с E3 2009, и считается, что игра отменена или даже переработана в Resident Evil: Revelations для Nintendo 3DS.